# Krútňava
Krútňava (slovenský nářeční výraz pro "vír") je opera slovenského skladatele Eugena Suchoně, poprvé provedená roku 1949. Je to nejznámější a nejhranější slovenská opera, považovaná za prototyp slovenské národní opery vůbec. V zahraničí byla uváděna též pod názvem Katrena, podle jména hlavní hrdinky.

## Vznik díla
Po vzniku Slovenské republiky roku 1939 vyvstala naléhavá úloha dodat novému státu reprezentativní operní dílo. Dosavadní opery slovenských skladatelů (Bellův Kovář Wieland, Figuše-Bystrého Detvan či opery Jozefa Rosinského a Ladislava Holoubka) nebyly pro tento účel vhodné. Roku 1940 si tedy tehdejší vládní komisař Slovenského národního divadla dr. Úradníček pozval básníka Jána Smreka, literárního vědce Andreje Mráze a Eugena Suchoně na setkání, na kterém jim předestřel výzvu vytvořit slovenskou národní operu. Eugen Suchoň byl již tehdy znám pro nadějné vystižení slovenského idiomu zejména v oceněné Baladické suitě (1934-36), kantátě Žalm zeme podkarpatskej (1937-38) a scénické hudbě k historické hře Ivana Stodoly Kráľ Svätopluk. Skladatel si byl vědom toho, že nová opera potřebuje předlohu, která bude základem skutečně moderního divadelního díla, a po delším neúspěšném hledání (mezi náměty se nabízela Stodolova Bačova žena nebo Hviezdoslavova Hájnikova žena) náhodou během pobytu na léčení v korytnických lázních narazil na novelu Za vyšným mlynom Milo Urbana, v té době šéfredaktora deníku Hlinkovy gardy Gardista. Toto dílo ho oslovilo natolik, že již během léčebného pobytu vypracoval základní osnovu budoucí opery. Dílo komponoval od roku 1941. Jeho kompoziční postup byl netradiční – jeho primární představa vycházela z hudby, až potom přišlo na řadu libreto. Libretistou Krútňavy se stal skladatel sám, přičemž spolupracoval s režisérem Jánem Jamnickým, básníkem Jánem Poničanem a zejména s operním zpěvákem, publicistou a dramaturgem Štefanem Hozou, který je uveden i v záhlaví partitury jako spoluautor libreta (byl též prvním představitelem postavy Ondreje Zimoně).

## Charakter díla
Námět díla, v zásadě dramatický příběh z vesnice, má paralely v řadě děl z přelomu 19. a 20. století (např. Janáčkova Její pastorkyňa 1904, Foersterova Eva 1899), ale i později (E. F. Burianova Maryša 1940, Hábova Matka). Moderním, brechtovským prvkem je však rámcový příběh Básníka a Dvojníka.
Suchoň koncipoval hudební formu díla formálně přísným způsobem. Celá opera má sonátovou formu, kde první tři obrazy tvoří expozici. Vyskytuje se jediný návratný motiv spojený s Ondrejovým svědomím, vzestupná kvarta následovaná sestupnou malou tercií. Bohatě je zapojena lidová hudba (zejména jako komentář ke třem významných okamžikům života - smrti, svatbě a narození), a to i v přímých citacích, především však jako východisko umělecké stylizace jako zdroj charakteristických modálních útvarů, které jsou základem "slovenskosti" opery. Obdobně vynalézavě na lidovou tradici i moderní hudební proudy navazuje svérázná, často synkopovaná rytmika. Významnou úlohu má sbor, a to nejen ve folkloristických scénách, ale též jako hlas Ondrejova svědomí v lesní scéně a jako hlasatel idey díla na konci opery. Jedním z významných prvků je řešení hudební deklamace slovenštiny, které Suchoň jako první operní skladatel uspokojivě vyřešil.
Hudebně lze nalézt paralely k Janáčkovi (Její pastorkyňa nebo Káťa Kabanová), nejvýrazněji však k lyričtěji založenému Vítězslavu Novákovi, Suchoňovu učiteli v mistrovské třídě pražské konzervatoře. Dramatické struktura i scéna Ondrejova nočního přiznání však upomínají i na Bergova Vojcka.

## Pozdější úpravy
Přestože Krútňava měla při své bratislavské premiéře i při uvedení na Pražském jaru o půl roku později velký úspěch u obecenstva i hudební kritiky (český kritik Vladimír Bor: „Krútňava je nejlepší operou na československém poválečném jevišti.“), byly k ní brzy formulovány výhrady, které nejvýrazněji vyjádřila vlivná kritička Zdenka Bokesová. Krútňava byla stažena z repertoáru a podrobena „veřejné diskusi“. Suchoň byl předvolán na ÚV KSS, který další uvádění Krútňavy podmínil jejím ideovým přepracováním. Paradoxně v téže době, roku 1951, získal za Krútňavu státní cenu I. stupně. Skladatel se zásahům do díla dlouho bránil; teprve český dirigent Zdeněk Chalabala, který byl velkým příznivcem Suchoňova díla, jej přesvědčil v zájmu toho, aby se Krútňava vrátila na jeviště. Přepracovaná verze měla premiéru v Bratislavě dne 5. prosince 1952. Odstranění rámcových postav Básníka a Dvojníka a přeformulování závěrečného sboru potlačilo původní podkladové téma opery, totiž očistnou sílu umění. Skladatel byl donucen změnit závěr opery – Katrenin syn musel být vnukem „dobrého“ Šteliny a nikoli synem „zločinného“ Ondreje Zimoně. Potlačeny a přetextovány byly dále četné pasáže náboženského obsahu, zejména četné projevy hluboké nábožnosti starého Šteliny. V této úpravě pak Krútňava našla cestu na česká i zahraniční jeviště.
Na počátku 60. let se politická atmosféra uvolnila a roku 1963 mohla opera v Banské Bystrici uvést Krútňavu v podobě částečně zbavené cenzurních zásahů do průběhu děje - zejména byl navrácen původní závěr opery. Řada textových úprav, především odstranění náboženských referencí, však byla nadále udržována, jak svědčí i poslední nahrávka z roku 1988. Teprve nová bratislavská inscenace opery z roku 1999 odstranila tyto cenzurní zásahy do libreta. V inscenaci v Banské Bystrici z roku 2008 pak Vladimír Bokes rekonstruoval původní, premiérovou podobu opery i s rámcovými postavami Básníka a Dvojníka.

## Další inscenace Krútňavy
Krútňava se od obnovené premiéry stala repertoárovou operou všech tří slovenských operních scén. Ve Slovenském národním divadle byla po premiéře roku 1949 nastudována znovu v letech 1952, 1965 a 1978, v Košicích v letech 1953, 1965, 1975 a 1996, v Banské Bystrici v letech 1963, 1972 a 1988. V současné době (2010) ji mají na repertoáru Slovenské národné divadlo v Bratislavě (inscenace Juraje Jakubiska z roku 1999) a Štátna opera v Banskej Bystrici (inscenace Romana Poláka z roku 2008).
První představení Krútňavy v českých zemích se uskutečnilo 16. května 1950, kdy opera Slovenského národního divadla hostovala na festivalu Pražské jaro s ještě necenzurovanou verzí této opery. Vlastní inscenaci Krútňavy připravilo pražské Národní divadlo na konci sezóny 1952-53; jednalo se o verzi upravenou na základě zásahů cenzury, které byly při dalších pražských inscenacích (v letech 1964 a 1973) již z větší části odstraněny. Celkem dosáhla Krútňava v Národním divadle 93 představení. Byla postupně hrána také na všech českých scénách: v Liberci, Ústí nad Labem (2x), Ostravě, Brně, Plzni, Olomouci (2x), Opavě a Českých Budějovicích, poslední premiéru měla 17. května 1981 v olomouckém Státním divadle Oldřicha Stibora. Od této inscenace mohli diváci v českých zemích vidět Krútňavu jen na pohostinských vystoupeních slovenských divadel, například 10. dubna 2008 v pražském Národním divadle, kde hostovala inscenace Slovenského národného divadla od Juraje Jakubiska, nebo 10. července v přírodním amfiteátru v Hukvaldech v rámci festivalu Janáčkovy Hukvaldy, kde hostovala inscenace Státní opery Banská Bystrica.
Brzy po obnovené bratislavské premiéře roku 1952 a pražské premiéře 1953 pronikla Krútňava i na zahraniční jeviště, kde byla uváděna po dalších 25 let. První uvedení mimo Československo bylo v Linci (1954), následovaly Karl-Marx-Stadt (1955), Augsburg (1956), Lipsko, Berlín, Nordhausen, Výmar (1958), Tbilisi, Kassel, Norimberk, Budapešť, Kluž, Poznaň, Katovice (1959), Moskva (1961), Antverpy (1968 a 1973), Novi Sad (1968), Lublaň (1972), Osnabrück (1976), Mnichov, Saratov a univerzita v Lansingu (Opera Company of Greater Lansing, 1979, za řízení skladatele a v kostýmech dovezených z pražského Národního divadla). Poté zájem o ni opadl a omezil se na některá hostování slovenských souborů (např. zájezd SND roku 1990 na festival v Edinburghu).
Režisér Tibor Rakovský natočil roku 1972 pro Československou televizi Bratislava televizní adaptaci této opery.

## Osoby a první obsazení
| Osoba                                                            | Hlasový obor  | Premiéra (10. prosince 1949) |
| ---------------------------------------------------------------- | ------------- | ---------------------------- |
| Básník                                                           | mluvená úloha | Jozef Kováč                  |
| Dvojník                                                          | mluvená úloha | Vladislav Pavlovič           |
| Štelina                                                          | bas           | František Zvarík             |
| Ondrej                                                           | tenor         | Štefan Hoza                  |
| Katrena                                                          | soprán        | Margita Česányiová           |
| Zimoň                                                            | baryton       | Koloman Adamkovič            |
| Zimoňka                                                          | mezzosoprán   | Oľga Hanáková                |
| Zalčíčka, Katrenina macecha                                      | soprán        | Dita Gabajová                |
| Školnica, Katrenina kmotra                                       | alt           | Janka Gabčová                |
| Marka, Katrenina přítelkyně                                      | soprán        | Mária (Marka) Medvecká       |
| Zuzka, Katrenina přítelkyně                                      | alt           | Marta Kurbelová (Meierová)   |
| pastýř u Zimoňů                                                  | soprán        | Viera Holoubková             |
| Krúpa                                                            | tenor         | František Hájek              |
| Hríň                                                             | baryton       | Bohuš Hanák                  |
| Oleň                                                             | bas           | Zdenko Hrůza                 |
| starosvat                                                        | bas           | Zdenko Ruth-Markov           |
| starosvatka                                                      | alt           | Ružena Nebeská               |
| první družba                                                     | tenor         | Anton Ilenberger             |
| žena                                                             | soprán        | Božena Suchánková            |
| kuchařka                                                         | soprán        |                              |
| Lid, svatebčané, družičky, muzikanti, četnický velitel a četníci |               |                              |
| Dirigent: Ladislav Holoubek                                      |               |                              |
| Režie: Karel Jernek                                              |               |                              |
| Choreografie: Elena Holéczyová                                   |               |                              |
| Výprava: Václav Vích                                             |               |                              |

## Děj opery
Ději předchází diskuse Básníka se svým Dvojníkem o očistné síle umění. Básníka vedou ideály dobra a spravedlnosti, Dvojník je zosobněním skepse a nihilismu. Celý další příběh je „divadlem na divadle“ komentovaným průběžně oběma osobami.
Předehra s ódou na zpěv Spev, to je túžba.

### 1. obraz
Rozbřesk. Děvčata (Marka a Zuzka) nacházejí poblíž lesa mrtvého Jana Štelinu (píseň Zabili Janíčka). Z polany přiběhne i Janova milá Katrena a přiznává, že ji Jano včera večer navštívil. Otec Štelina ji v návalu žalu obviní, že zavinila Janovu smrt; Katrena se brání (arioso To nie ja).

### 2. obraz
Do vesnice přišli četníci, aby vraždu vyšetřili. Katrena truchlí za Janem (Žiale boľné, páľčivé), macecha a tety ji přemlouvají, že je nejvyšší čas myslet na vdavky. Doporučují jí Ondreje Zimoňa, který se o ni již odedávna a dosud neúspěšně ucházel. Starý Štelina Katreně domlouvá, aby žila sama ve vzpomínkách na Jana. Když se dozvídá, že četníci nic nevyšetřili, slibuje, že si vraha svého syna najde sám (Čo robiť? Hľadať vinníka).

### 3. obraz
Katrena se proti své vůli vdává za bohatého Ondreje Zimoně (sbor Ej, však ty červená líčka máš). Odehrává se scéna slovenské svatby se všemi obřady, zvyky a tanci (sbor Páslo dievča pávy — svatební scéna Už si ty, Katuška, už si ty naša… Parta moja, parta). Obřad vyruší Štelina a vyčítá Katreně, že před oltářem křivě přísahala. Ondrej se zlobí – na své svatbě už nechce o mrtvém slyšet ani slova (arioso Dosť som sa natrápil). Svatební veselí pokračuje dále (Krúpova píseň A v tej našej komore)

### 4. obraz
Katreně a Ondrejovi se narodil syn. Katrena zpívá dítěti ukolébavku (Hajaj, búvaj, moje dieťa) a hovoří s Markou a Zuzkou, které se přišly podívat na dítě. Vědí, že se říká, Ondrej pije a Katrenu bije; ta je nucena přiznat, že se k ní Ondrej chová podivně. Teta Školnica přivádí starého Štelinu, který se chce usmířit a také vidět dítě. Vrací se i opilý Ondrej, jehož nevlídné chování přiměje ostatní k odchodu. Ale dříve děvčata žertují o podobě dítěte, což Ondreje rozhořčí, a když pak s Katrenou osamí (Ondrejovo milostné vyznání Vrav, dievča, kde si krásu vzalo?), hledá v obličeji dítěte podobnost s Janom. Když vidí vracet se Štelinu, urazí Katrenu i mrtvého Jana, a když jej starý Štelina zpolíčkuje, hrubě jej zbije a odchází do hospody. Katrena se Štelinovi přiznává, že milovala jeho Janka a Ondreje si vzala z donucení (scéna Vidíš, márne si zatajovala... Sváko, či som ja na vine?). Štelina odchází s nadějí, že pověsti o Janově otcovství Katrenina dítěte jsou pravdou.

### 5. obraz
„Katarze“. Opilý Ondrej sa vrací z hospody domů přes les, kde kdysi potkal a zabil Jana. Ondrej blouzní a má vidění Jana. Bojuje s myšlenkou přiznat se ke svému činu, a když uslyší zpoza lesa zpěv mladých hochů a dívek ubírajících se do vesnice ke slavnosti, jeho vzdor a hrdost podléhá podmanivé kráse této melodie. Jeho duše se očišťuje a Ondrej se rozhoduje přiznat se k vraždě. (Celý obraz je v podstatě dramatický monolog Ondreje Krčmáročka moja.)

### 6. obraz
Velikonoce. Skončil půst a ve vsi vládne veselí, Krúpa s ostatními zpívají píseň Kým chlapci píjavali… Pí, Janko, pí, Janko. Další vesničané tančí (sbor Ej, pod hostincom hudci hrajú). Najednou se odněkud ozve výstřel. Vylekaní vesničané chytí Zimoňovic pasáčka, který vystřelil do vzduchu z pušky. Pastušek se přiznává, že viděl svého sedláka, jak tuto pušku zakopává v chlévě. Po Štelinu je to jednoznačný důkaz Ondrejovy viny a chce ho jít hledat. Náhle ale Ondrej sám přichází, aby se udal, a přiznává se k vraždě (Ondrejovo arioso Všeci viete, že Katku mal som rád). Vraždil ze žárlivosti, protože miloval Katrenu. Než jej četníci odvedou, ujišťuje jej Katrena, že dítě je skutečně jeho. Štelinova naděje, že má vnuka, se sice rozplynula, ale i tak se vzdává pomsty a odpouští Ondrejovi, kterého chtěl původně sám zabít. Opera končí sborem, kterým se lid oslavuje vítězství dobra a spravedlnosti pomocí písně To spev je, čím sa chváli Pán! (v pozměněném znění Hľa, vzišla pravda).

## Nahrávky
Existuje rozhlasová nahrávka s premiérovým obsazením a v původní verzi, která však není obchodně dostupná.
- 1953, Supraphon. Zpívají (Ondrej) Štefan Hoza, (Katrena) Margita Česányiová, (Štelina) František Zvarík, (Zimoň) Koloman Adamkovič, (Zimoňka) Olga Hanáková, (Zalčíčka) Janka Gabčová, (Školníčka) Helena Bartošová, (Marka) Zita Frešová-Hudcová, (Zuzka) Nina Hazuchová, (pastýř) Anna Hornungová-Martvoňová, (Krúpa) Janko Blaho, (Hríň) Jozef Hrabovský, (Oleň) Václav Nouzovský, (Starosvat) Zdeněk Ruth-Markov, (Starosvatka) Anna Marcineková, (první družba) Jozef Pekár, (žena) Tatjana Puškarová, (četník) Karol Sekyra. Sbor a orchestr Slovenského národního divadla řídí Zdeněk Chalabala[11]
- 1972, Opus (vydáno 1973). Zpívají (Ondrej) Milan Kopačka, (Katrena) Gabriela Beňačková, (Štelina) Ondrej Malachovský, (Zimoň) Juraj Oniščenko, (Zimoňka) Olga Hanáková, (Zalčíčka) Jaroslava Sedlářová, (Školníčka) Ľuba Baricová, (Marka) Anna Kalabová-Peňašková, (Zuzka) Nina Hazuchová, (pastýř) Anna Martvoňová, (Krúpa) Pavol Gábor, (Hríň) Juraj Martvoň, (Oleň) Václav Nouzovský, (Starosvat) Stanislav Beňačka, (Starosvatka) Anna Marcineková, (první družba) Jozef Ábel, (žena) Marta Meierová. Orchestr Slovenského národního divadla řídí Tibor Frešo[12]

- 1988, Opus/Campion (vydáno 1989/90). Zpívají (Ondrej) Peter Dvorský, (Katrena) Gabriela Beňačková, (Štelina) Ondrej Malachovský, (Zimoň) Vladimír Kubovčík, (Zimoňka) Alžběta Michálková, (Zalčíčka) Jaroslava Sedlářová, (Školníčka) Olga Hanáková, (Marka) Eva Antolicová, (Zuzka) Ľuba Baricová, (pastýř) Jana Valášková, (Krúpa) Josef Kundlák, (Hríň) Juraj Martvoň, (Oleň) Peter Mikuláš, (Starosvat) Stanislav Beňačka, (Starosvatka) Alžbeta Kubánková, (první družba) Ľudovít Ludha, (žena) Anna Martvoňová, (četník) Jan Valentík. Slovenský filharmonický sbor a Symfonický orchestr Československého rozhlasu v Bratislavě řídí Ondrej Lenárd